# Queen Usunobun
Queen Usunobun (* 18. Januar 2005) ist eine nigerianische Sprinterin, die sich auf den 400-Meter-Lauf spezialisiert hat.

## Sportliche Laufbahn
Erste Erfahrungen bei internationalen Meisterschaften sammelte Queen Usunobun im Jahr 2022, als sie bei den Afrikameisterschaften in Port Louis in 3:36,24 min gemeinsam mit Deborah Oke, Ella Onojuvwevwo und Patience Okon George die Bronzemedaille hinter den Teams aus Südafrika und Kenia errang. Anschließend schied sie bei den U20-Weltmeisterschaften in Cali mit 53,63 s im Halbfinale über 400 Meter aus und verpasste mit der Staffel mit 3:36,89 min den Finaleinzug. Im Jahr darauf siegte sie in 3:38,64 min bei den U20-Afrikameisterschaften in Ndola.

## Persönliche Bestleistungen
- 400 Meter: 53,23 s, 28. April 2022 in Lagos